# FK Fotbal Třinec 2011/2012
FK Fotbal Třinec v sezóně 2011/2012.

## Hráli za Třinec 2011/2012
| Brankáři | Martin Lipčák   | Archivováno 23. 9. 2010 na Wayback Machine.  |
|          | Václav Bruk     | Archivováno 23. 9. 2010 na Wayback Machine.  |
|          | Filip Klepek    | Archivováno 29. 12. 2018 na Wayback Machine. |
| Obránci  | Radek Kuděla    | Archivováno 23. 9. 2010 na Wayback Machine.  |
|          | Tomáš Matoušek  | Archivováno 29. 12. 2018 na Wayback Machine. |
|          | Petr Lisický    | Archivováno 23. 9. 2010 na Wayback Machine.  |
|          | Daniel Rehák    | Archivováno 23. 9. 2010 na Wayback Machine.  |
|          | Michael Hupka   | Archivováno 23. 9. 2010 na Wayback Machine.  |
| Záloha   | Petr Joukl      | Archivováno 23. 9. 2010 na Wayback Machine.  |
|          | Martin Maroši   | Archivováno 23. 9. 2010 na Wayback Machine.  |
|          | František Hanus | Archivováno 23. 9. 2010 na Wayback Machine.  |
|          | Pavel Malíř     | Archivováno 23. 9. 2010 na Wayback Machine.  |
|          | Jiří Pešek      | Archivováno 30. 12. 2018 na Wayback Machine. |
|          | Miroslav Ceplák | Archivováno 23. 9. 2010 na Wayback Machine.  |
|          | Martin Pospíšil | Archivováno 29. 12. 2018 na Wayback Machine. |
|          | Patrik Siegl    | Archivováno 23. 9. 2010 na Wayback Machine.  |
| Útok     | Petr Nekuda     | Archivováno 4. 3. 2016 na Wayback Machine.   |
|          | Radek Szmek     | Archivováno 30. 12. 2018 na Wayback Machine. |
|          | Peter Štyvar    | Archivováno 23. 9. 2010 na Wayback Machine.  |
|          | Tomáš Gavlák    | Archivováno 4. 3. 2016 na Wayback Machine.   |
|          | Martin Surynek  | Archivováno 23. 9. 2010 na Wayback Machine.  |
| Trenér   | Ľubomír Luhový  |                                              |

## 2. česká fotbalová liga 2011/2012 - výsledky
| Kolo | Domácí              | Výsledek | Hosté               | Střelci Třinec                                          |
| ---- | ------------------- | -------- | ------------------- | ------------------------------------------------------- |
| 1.   | FC Tescoma Zlín     | 2 : 0    | Třinec              |                                                         |
| 2.   | Třinec              | 2 : 2    | FK Varnsdorf        | Martin Surynek, Petr Joukl                              |
| 3.   | MFK Karviná         | 2 : 1    | Třinec              | Pavel Malíř                                             |
| 4.   | Třinec              | 2 : 0    | FC MAS Táborsko     | Martin Maroši, Petr Nekuda                              |
| 5.   | FK Baník Most       | 1 : 4    | Třinec              | Pavel Malíř, Patrik Siegl, Martin Surynek, Tomáš Gavlák |
| 6.   | Třinec              | 1 : 0    | FK Baník Sokolov    | František Hanus                                         |
| 7.   | FC Zbrojovka Brno   | 0 : 0    | Třinec              |                                                         |
| 8.   | Třinec              | 1 : 1    | FK Čáslav           | Pavel Malíř (penelta)                                   |
| 9.   | FK Bohemians Praha  | 1 : 2    | Třinec              | Tomáš Matoušek, Jiří Pešek                              |
| 10.  | FK Ústí nad Labem   | 1 : 0    | Třinec              |                                                         |
| 11.  | Třinec              | 2 : 1    | 1. SC Znojmo        | Pavel Malíř (penelta), Michael Hupka                    |
| 12.  | FC Graffin Vlašim   | 2 : 2    | Třinec              | Tomáš Matoušek, Tomáš Gavlák                            |
| 13.  | Třinec              | 1 : 1    | SFC Opava           | Martin Surynek                                          |
| 14.  | AC Sparta Praha B   | 3 : 1    | Třinec              | Petr Joukl                                              |
| 15.  | Třinec              | 1 : 3    | FC Vysočina Jihlava | Martin Surynek                                          |
| 16.  | FK Varnsdorf        | 1 : 0    | Třinec              |                                                         |
| 17.  | Třinec              | 2 : 0    | MFK Karviná         | Petr Nekuda, Pavel Malíř                                |
| 18.  | FC MAS Táborsko     | 2 : 1    | Třinec              | Petr Joukl                                              |
| 19.  | Třinec              | 0 : 0    | FK Baník Most       |                                                         |
| 20.  | FK Baník Sokolov    | 2 : 1    | Třinec              | Tomáš Matoušek                                          |
| 21.  | Třinec              | 1 : 2    | FC Zbrojovka Brno   | Igor Súkenník                                           |
| 22.  | FK Čáslav           | 0 : 0    | Třinec              |                                                         |
| 23.  | Třinec              | 0 : 4    | FK Bohemians Praha  |                                                         |
| 24.  | Třinec              | 1 : 2    | FK Ústí nad Labem   | Petr Nekuda                                             |
| 25.  | 1. SC Znojmo        | 0 : 0    | Třinec              |                                                         |
| 26.  | Třinec              | 1 : 2    | FC Graffin Vlašim   | Miroslav Ceplák                                         |
| 27.  | SFC Opava           | 0 : 0    | Třinec              |                                                         |
| 28.  | Třinec              | 0 : 2    | AC Sparta Praha B   |                                                         |
| 29.  | FC Vysočina Jihlava | 3 : 0    | Třinec              |                                                         |
| 30.  | Třinec              | 4 : 1    | FC Tescoma Zlín     | Petr Nekuda, Martin Maroši, Tomáš Gavlák 2x             |